# Felipe Lérida
Felipe Lérida, (Almarza, Soria, España, 5 de febrero de 1882 - ¿? 1961) fue un jesuita, que realizó una destacada labor en Paraguay, Argentina y la Antártida. Familiar del sacerdote diocesano Santiago González Lérida, también natural de Almarza.
Profesó en la Compañía de Jesús a los diecinueve años. Ordenado en 1916, marchó dos años después a Argentina, escribiendo en prensa y dando conferencias.
Enviado por el provincial jesuita de Argentina, desde el 4 de enero de 1927 a 1931 desempeñó el cargo de superior de la misión jesuita de Asunción en Paraguay, dándose la circunstancia de que fue el primer superior jesuita en dicho país desde la expulsión de la Compañía en 1767-1768. Fundó dicha casa en 1927 junto con otros dos sacerdotes, Eustaquio Zurbitu y Antonio Crespi, y dos hermanos, Leonardo Mühn y Justo Farías.
Ofició la primera misa de la Iglesia católica celebrada en la Antártida el 20 de febrero de 1946 en la capilla Stella Maris del observatorio Orcadas del Sud de Argentina. Erigió una cruz de 8 metros y lo comunicó al papa Pío XII telegráficamente:

Santísimo Padre Pío XII - Ciudad Vaticano. Celebrada primera misa, erigida Cruz, establecido culto Virgen María, Continente Antártico, Islas Orcadas, República Argentina. Solicita bendición Padre Lérida, Jesuita, Buenos Aires.

Falleció en 1961 a la edad de 71 años. 